# Vlag van Selangor

Vlag van Selangor

De vlag van Selangor bestaat uit vier proportioneel grote vlakken. De vlakken linksboven en rechtsonder zijn rood, terwijl de vlakken rechtsboven en linksonder geel zijn. De rode vakken symboliseren dapperheid. De gele vlakken verwijzen naar het koningschap, vertegenwoordigd door de lokale monarchie van Selangor, en de sultan, die het hoofd van de staat is. De officiële religie van Selangor is de islam en dat wordt aangegeven door de witte halve maan en ster in de linkerbovenhoek van de vlag. Deze vlag heeft een officiële verhouding van 1:2, hoewel de vlag ook in 2:3 verhoudingen wordt gemaakt, waarbij vlaggen van 4x6 en 6x9 voet gebruikelijk zijn.
Het ontwerp van de vlag is decennia voor de onafhankelijkheid van Malaya met weinig veranderingen in gebruik geweest bij de deelstaatregering. De enige opvallende verschillen met eerdere versies waren het gebruik van geel in plaats van wit voor de halve maan en de ster. Het huidige vlagontwerp werd aangenomen op 30 januari 1965.

## Geschiedenis

1784-1876
1876-1965